# Árnafjall
Árnafjall to bliska osadzie Gásadalur, najwyższa góra wyspy Vágar. Mierzy ona 722 m n.p.m. Jej nazwa oznacza po polsku "Orla Góra".